# Ninja Blade
Ninja Blade (с англ. — «Клинок Ниндзя») — видеоигра в жанре Hack and slash, разработанная FromSoftware и изданная Microsoft Game Studios в 2009 году для консоли Xbox 360. Российская компания «Новый Диск», помимо локализации на русский язык, занималась портированием игры на Windows и изданием ПК-версии игры.

## Игровой процесс
Игра представляет собой экшн с видом от третьего лица. Игроку необходимо сражаться с различными монстрами на территории современного Токио. В бою игрок может использовать различное оружие и магические приемы. Кроме того, в большинстве поединков задействована система QTE. Благодаря ей игрок может гораздо эффектней расправляться с противниками. Также игрок может использовать способность Ninja Vision, которая помогает определить, на что стоит обратить внимание в первую очередь во время прохождения. Игрок использует три различных вида мечей (сбалансированный, медленный и быстрый), а также сюрикэны, чтобы расправиться с зараженными. Всё оружие можно улучшить, используя кристаллы крови, которые выпадают из убитых врагов. Метательная звезда в процессе игры приобретает дополнительные способности, превращаясь, например, в огненный снаряд. В игре есть элементы платформера, требующие от игрока для продвижения по уровню использовать бег по стене или качание на палках. В конце каждого уровня игрок получает оценку, основанную на нескольких факторах, что позволяет ему получить дополнительные Кристаллы Крови или разблокировать новые настройки персонализации, например, новую эмблему или костюм для Кена. После того, как игрок опустошит полоску здоровья босса, он должен выполнить завершающее движение, называемое «тодомэ».

## Сюжет
В 2011 году небольшая деревня в Северной Африке подвергается нападению неизвестных существ. При обследовании выживших был обнаружен новый вид червей, который был классифицирован как «альфа-червь». Эти паразиты не поддаются никаким известным лекарствам и распространяются по кровеносной системе своих жертв, переписывая их генетический код и превращая их в монстров. Паразиты сбежали из исследовательского центра, и ситуация быстро вышла из-под контроля, в результате чего на объект была сброшена атомная бомба. С тех пор по всему миру произошло несколько вспышек, но все они были остановлены отрядом G.U.I.D.E. — специальным подразделением, состоящим из ниндзя, специально подготовленных для таких вспышек.
Действие игры начинается в 2015 году, когда очередная вспышка произошла в Токио. Но в отличие от предыдущих вспышек, паразиты распространяются гораздо быстрее, и уже через несколько дней после первого заражения появляются первые инфицированные пятого уровня опасности. Поэтому команда G.U.I.D.E. снова отправляется на борьбу с ситуацией. Игрок берет на себя роль Кена Огавы, одного из членов команды. В процессе одной из битв выясняется, что два члена команды, Куро и Канбе Огава (отец главного героя), оказываются заражены. Бойцы, в том числе и Кен, пытаются остановить предателей, но безуспешно. Канбе наносит Кену удар Клинком Ниндзя, едва не задев его сердце, что мастер меча мог сделать только специально. После выздоровления Кен в одиночку отправляется в город.
По мере уничтожения других крупных носителей альфа-червей, Кен получает информацию о том, что военные рассматривают возможность массовой стерилизации Токио с помощью орбитальной лазерной пушки, в результате чего будет убито всё его население. Затем он преследует ещё двух носителей — отца и дочь, босса якудзы оябуна Тодзиро Курокаву и Риоко. После победы над ними Кен становится свидетелем того, как Риоко на мгновение обретает рассудок и умоляет убить её, что возрождает в Кене надежду на спасение отца.
Пресекая попытку распространения инфекции за границу через самолёт с эвакуированными людьми, Кен узнает, что Куро атаковал местный торговый центр и заминировал токийское метро носителями-бомбами — взрывными клещами. Кен расправляется с ними. Однако взрыв был задуман как отвлекающий манёвр, чтобы Куро смог провести ударную группу заражённых военных в штаб-квартиру G.U.I.D.E.. Все сотрудники G.U.I.D.E., включая директора Майкла Уилсона, оказываются в заложниках. С помощью самого Уилсона Кену удается спасти заложников, но при этом ему приходится убить своих бывших соратников, ставших носителями. В финальной схватке с Кеном Куро рассказывает, что Кен был создан в военной лаборатории с целью уничтожения Альфа-червей, поэтому у него иммунитет к паразитам. Куро также рассказывает, что и он, и Канбе заразили себя намеренно, причём Куро сделал это из жажды силы, которую давал паразит.
Канбе спасает Кена от самоубийственной атаки Куро, после чего тот подтверждает, что заразился добровольно, но только для того, чтобы проникнуть в улей альфа-червей, который был зарыт под землей, чтобы избежать стерилизации. Кен был создан на основе генетическго кода Канбе, который также обладает устойчивостью к паразитам (но не такой сильной, как у Кена). Кен спускается под землю и в конце концов находит улей, но не может использовать клинок ниндзя, чтобы уничтожить его. Теперь уже подконтрольный Канбе бросает вызов Кену на вершине Токийской башни. Прежде чем Кен успевает покончить с ним, улей поглощает Канбе, превращаясь в его колоссальную копию, которая начинает разрушать город. Кен преследует и атакует Канбе, ослабляя его настолько, что Кен проникает в улей и атакует его ядро, которое снова проявляется в форме Канбе. Кен уничтожает ядро с помощью Клинка Ниндзя и упокаивает своего отца, после чего улей разрушается вместе со всеми следами инфекции.
Спустя несколько месяцев Токио отстраивается заново, а правительство и СМИ вновь скрывают инцидент. Уилсон реформирует G.U.I.D.E. и назначает Кена тренировать и вести за собой новобранцев в случае новой вспышки.

## Разработка и выпуск
Концепция игры возникла, когда FromSoftware попыталась создать игру, в которой бы передавались такие же напряженные сцены, как в голливудских боевиках. При создании главного героя игры, Кена Огавы, FromSoftware сотрудничала с Microsoft. По словам Масанори Такеучи, «[Microsoft] предоставили нам много полезной информации и провели глубокое исследование потребительского спроса среди геймеров всего мира. Благодаря совместной работе, Кен стал более привлекательным для широкой аудитории». Дизайн персонажа был разработан дизайнером из Capcom, Кейджи Накаока.
Игра позиционировалась как «кинематографический экшен», сочетающий в себе смесь Hack and slash с QTE. До официального анонса Ninja Blade, в разных источниках игру называли Otogi 3. Ведущий разработчик Казухиро Хаматани отметил, что, хотя игра и не является прямым продолжением или духовным наследником Otogi, она будет содержать элементы action-adventure, которые понравятся поклонникам этой серии.
Саундтрек к игре был написан студией GEM Impact. Катсцены были созданы студией Production I.G.
Демоверсия для Xbox 360 была выпущена в Японии 29 декабря 2008 году. В Северной Америке демоверсия была выпущена 10 марта 2009 года.

## Отзывы и мнения
| Сводный рейтинг       | Сводный рейтинг         |
| Агрегатор             | Оценка                  |
| --------------------- | ----------------------- |
| GameRankings          | 68,65 %                 |
| Metacritic            | X360: 68/100 PC: 61/100 |
| Иноязычные издания    |                         |
| Издание               | Оценка                  |
| 1UP.com               | C−                      |
| Eurogamer             | 7/10                    |
| Famitsu               | 32/40                   |
| GamePro               | [ 16 ]                  |
| GameSpot              | 7,5/10                  |
| GameTrailers          | 5,9/10                  |
| GameZone              | 6/10                    |
| IGN                   | 6,5/10                  |
| X-Play                | 4/5                     |
| Русскоязычные издания |                         |
| Издание               | Оценка                  |
| Absolute Games        | 63 %                    |
| StopGame.ru           | Проходняк               |
| «Игромания»           | 7/10                    |

Игра получила смешанные отзывы.
Редакция журнала «Игромания» выставила игре 7 баллов из 10, рекомендуя её к ознакомлению «хотя бы ради того, чтобы увидеть, что получается из обычного слэшера, когда его разработчикам напрочь сносит крышу». Редакция StopGame.ru назвала игру «пустышкой». Редакция сайта Absolute Games дала игре 63 %, критикуя её однообразность.

## Комментарии
1. ↑  Iceberg Interactive издавала игру в Европе, кроме Германии.
2. ↑  bitComposer Games издавала игру в Германии.